# The 13th Regional Corporation
The 13th Regional Corporation é uma da treze empresas conhecidas como Alaska Native Regional Corporations, tendo sido criada por meio do Alaska Native Claims Settlement Act, que em 1971 pôs fim às reclamações feitas pelos povos originários do Alasca. A empresa foi fundada em 31 de dezembro de 1975. Sendo uma empresa ANCSA, suas ações não podem ser comercializadas, devedo ser detidas por povos originários do Alasca.